# Poppler
Poppler je svobodná softwarová knihovna určená k renderování dokumentů ve formátu PDF. Knihovna je napsána v jazyce C++ a zastřešuje ji projekt freedesktop.org. Poppler je založen na kódech Xpdf verze 3.0 a byl vytvořen za účelem zjednodušení znovupoužití jeho renderovacího jádra a s tím spojeným snížením množství zbytečné práce. Poppler navíc podporuje editaci a ukládání vyplněných formulářů do souboru.
Knihovnu Poppler používá několik prohlížečů dokumentů ve formátu PDF a dokonce může být použita jako backend pro Xpdf. Také mnoho zcela jiných aplikací tuto knihovnu používá (např. KOffice).
Název knihovny pochází z kresleného televizního seriálu Futurama; z epizody „The Problem with Popplers“ (Problém s Poplíky).

## Prohlížeče PDF
Následující prohlížeče používají knihovnu Poppler:
| název       | URL                | frontend      |
| ----------- | ------------------ | ------------- |
| Evince      |                    | GTK+          |
| Okular      |                    | Qt            |
| PopplerKit  | [nedostupný zdroj] | GNUStep/Cocoa |
| Vindaloo    |                    | PopplerKit    |
| Sumatra PDF |                    |               |
| ePDFView    |                    | GTK+          |